# Rostislav Václavíček
Rostislav Václavíček (Vrahovice, 1946. december 7. – Brno, 2022. augusztus 7. vagy előtte) olimpiai bajnok csehszlovák válogatott cseh labdarúgó, hátvéd.

## Pályafutása

### Klubcsapatban
A Železárny Prostějov korosztályos csapatában kezdte a labdarúgást. 1970–71-ben az NH Ostrava játékosa volt. 1971 és 1981 között a Zbrojovka Brno csapatában szerepelt, ahol egy csehszlovák bajnoki címet szerzett az együttessel. 1981 és 1984 között a belga KSC Hasselt labdarúgója volt. 1984-ben visszatért a Zbrojovkához és itt fejezte be az aktív játékot 1986-ban.

### A válogatottban
1980-ben két alkalommal szerepelt a csehszlovák olimpiai válogatottban. Tagja volt az 1980-as moszkvai olimpiai játékokon aranyérmet nyert csapatnak.

## Sikerei, díjai
Csehszlovákia
- Olimpiai játékok
  - aranyérmes: 1980, Moszkva

 Zbrojovka Brno
- Csehszlovák bajnokság
  - bajnok: 1977–78
  - 2.: 1979–80
  - 3.: 1978–79